# Opisthoproctus soleatus
Opisthoproctus soleatus är en fiskart som beskrevs av Vaillant, 1888. Opisthoproctus soleatus ingår i släktet Opisthoproctus och familjen Opisthoproctidae. Inga underarter finns listade i Catalogue of Life.